# Tymoteusz (Sawczuk)
Tymoteusz, imię świeckie Tomasz Sawczuk (ur. 28 stycznia 1979 w Czeremsze) – polski duchowny prawosławny, w latach 2009–2021 przełożony monasteru św. Dymitra Sołuńskiego w Sakach.

## Życiorys
Ukończył Liceum Mechaniczne w Bielsku Podlaskim i Prawosławne Seminarium Duchowne w Warszawie, gdzie uzyskał tytuł licencjata teologii prawosławnej na podstawie pracy pt. „Kapłaństwo a monastycyzm w świetle nauki Ojców Cerkwi”. 10 czerwca 2002 został przyjęty w poczet nowicjuszy monasteru św. Dymitra Sołuńskiego w Sakach.
6 października 2002 metropolita warszawski i całej Polski Sawa udzielił mu postrzyżyn w riasofor oraz święceń diakonatu. 12 listopada 2004 Tomasz Sawczuk złożył przed metropolitą Sawą śluby mnisze małej schimy. Następnego dnia w soborze św. Marii Magdaleny w Warszawie przyjął z rąk tego samego hierarchy święcenia kapłańskie. W latach 2004–2007 pełnił funkcję kapelana kaplicy metropolitarnej św. Michała Archanioła w Warszawie. 
W 2005 za pracę na rzecz cerkwi został nagrodzony złotym krzyżem napierśnym. W 2007 ks. Tymoteusz obronił pracę magisterską na temat „Kremacja z punktu widzenia tradycji prawosławnej”. W latach 2009–2021 pełnił posługę namiestnika monasteru św. Dymitra Sołuńskiego w Sakach oraz proboszcza miejscowej parafii.
W marcu 2010 został podniesiony do godności ihumena, natomiast 5 czerwca 2014 – do godności archimandryty.